# Landschaftsschutzgebiet Werler Feld
Das Landschaftsschutzgebiet Werler Feld mit etwa 11,5 Hektar Flächengröße liegt in Bad Salzuflen im Ortsteil Werl-Aspe. Es wurde mit dem Landschaftsplan „Bad Salzuflen“ durch den Kreistag des Kreises Lippe als Landschaftsschutzgebiet (LSG) ausgewiesen.

## Beschreibung
Das Landschaftsschutzgebiet umfasst eine ehemalige, mittlerweile als Angelgewässer Werler See genutzte Sandgrube an der B 239. Nach Rekultivierung in den 1970er Jahren ist die Wasserfläche heute von Bedeutung für Wasservögel, insbesondere als Rastplatz für Durchzügler. Die Ruderalflächen sind von Bedeutung für Schmetterlings- und Insektenarten. Das Gewässer wird heute vom Lippischen Fischereiverein 1886 e. V. bewirtschaftet.

## Schutzzwecke für das LSG
Laut Landschaftsplan erfolgte die Ausweisung des LSG:
- „zur Erhaltung und Wiederherstellung der Leistungsfähigkeit des Naturhaushaltes in ökologisch besonders wertvoll strukturierten Bereichen mit Wasser-, Klima- und Biotopschutzfunktionen,“
- „zur Erhaltung und Wiederherstellung von Quellbereichen und naturnahen Fließgewässern, Wald- und Grünlandbereichen unterschiedlicher Feuchtestufen, Feldgehölzen, Hecken und Obstwiesen,“
- „zur Erhaltung morphologisch ausgeprägter Bereiche zur Sicherung der landschaftlichen Eigenart und Vielfalt für die Erholung,“
- „zur Erhaltung wertvoller Biotopkomplexe aus Wald-Grünlandbereichen, Fließgewässern und Quellen sowie Biotopen nach § 62 LG mit wichtigen Refugial-, Puffer-, Trittstein- und Vernetzungsfunktionen,“
- „zur Erhaltung und Wiederherstellung wichtiger Rückzugsräume für die bedrohte Tier- und Pflanzenwelt,“
- „zur Sicherung der das Orts- und Landschaftsbild gliedernden und belebenden und die dörflichen Siedlungsstrukturen prägenden Freiraumelemente.“[1]

## Rechtliche Vorschriften
Im Landschaftsschutzgebiet ist unter anderem das Errichten von Bauten verboten. Grün- und Brachland darf nicht in eine andere Nutzungsart umgewandelt oder umgebrochen werden.